# マターナリズム
マターナリズム（英: Maternalism）には、日本では、母性主義とも呼ばれ、様々な定義が存在する。
マリアム・ウェブスター辞典では、優しさ、温かさ、愛情などの母性本能を持つ、または示す性質や状態を指す。

## 定義

### 政治的文脈
政治的文脈では養育と世話、家庭の社会的配慮といった女性の道徳的価値観を、より大きなコミュニティに拡張し、福祉政策等を推進する思想である。日本では平塚らいてうの唱えた母性中心主義とそれに端を発する母性保護論争が知られる。

### 医療
主に医療の文脈ではパターナリズムに関連する用語である。
一つの定義としては、相手の価値観を汲み取り、本人に代わって最善と思われる判断を医療関係者が下し、行動することである。日本の医師が癌の告知を直接患者に行わない例が取り上げられている。
パターナリズムでは、本人の価値観とは無関係に行為者が最善を決めるが、マターナリズムでは本人の性格、価値観を考慮する点が異なる。
日本ではアメリカ式の契約と自己決定という形よりも、「先生にお任せします」という、信頼関係や思いやりで治療が決定される場合が多いと指摘されている。

２つ目の定義としては、医学的、社会的に望ましくない相手の価値観を変容させ、反発を避けつつ同意を得ていく行動である。例として摂食障害の治療のための心理的カウンセリングが挙げられる。

いずれにせよ、現状の患者本人の意思決定や価値観に全てを任せるのではなく、医師が一定の干渉を行う点でパターナリズムと類似する。